# Bobby Crosby
Pour les articles homonymes, voir Crosby.
Bobby Crosby (né le 12 janvier 1980 à Lakewood, Californie, États-Unis) est un joueur d'arrêt-court de baseball qui évolue dans les Ligues majeures de 2003 à 2010. 

## Carrière
Après des études secondaires à La Quinta High School de Westminster (Californie), Bobby Crosby repousse une offre des Angels de Los Angeles et suit des études supérieures à l'Université d'État de Californie à Long Beach où il porte les couleurs des Long Beach State 49ers de 1999 à 2001.  
Il est drafté le 5 juin 2001 par les Athletics d'Oakland au premier tour de sélection (25e choix). Il perçoit un bonus de 1,375 million de dollars à la signature de son premier contrat professionnel le 3 juillet 2001. 
Crosby passe deux saisons en Ligues mineures avant d'effectuer ses débuts en Ligue majeure le 2 septembre 2003.
Il est désigné meilleure recrue de l'année de la Ligue américaine en 2004 alors qu'il est membre des Athletics d'Oakland.
Après avoir joué pour Oakland de 2003 à 2009, il obtient un contrat d'un an des Pirates de Pittsburgh.
Le 31 juillet 2010, Bobby Crosby, le voltigeur Ryan Church et le lanceur droitier D. J. Carrasco passent des Pirates aux Diamondbacks de l'Arizona dans un échange qui envoie à Pittsburgh le receveur Chris Snyder et l'arrêt-court Pedro Ciriaco. Après avoir maintenu une moyenne au bâton de,224 en 61 parties de saison régulière pour Pittsburgh, Crosby ne dispute que neuf rencontres dans l'uniforme des Diamondbacks, ne frappant que pour,167. Arizona le libère de son contrat le 24 août.
Le 22 janvier 2013, Crosby signe un contrat des ligues mineures avec les Brewers de Milwaukee. Il est retranché durant l'entraînement de printemps le 18 mars suivant.

## Statistiques
| Saison | Équipe     | G   | AB   | R   | H   | 2B  | 3B | HR | RBI | SB | BA    |
| ------ | ---------- | --- | ---- | --- | --- | --- | -- | -- | --- | -- | ----- |
| 2003   | Oakland    | 11  | 12   | 1   | 0   | 0   | 0  | 0  | 0   | 0  | 0,000 |
| 2004   | Oakland    | 141 | 545  | 70  | 130 | 34  | 1  | 22 | 64  | 7  | 0,239 |
| 2005   | Oakland    | 84  | 333  | 66  | 92  | 25  | 4  | 9  | 38  | 0  | 0,276 |
| 2006   | Oakland    | 96  | 358  | 42  | 82  | 12  | 0  | 9  | 40  | 8  | 0,229 |
| 2007   | Oakland    | 93  | 349  | 40  | 79  | 16  | 0  | 8  | 31  | 10 | 0,226 |
| 2008   | Oakland    | 145 | 556  | 66  | 132 | 39  | 1  | 7  | 61  | 7  | 0,237 |
| 2009   | Oakland    | 97  | 238  | 35  | 53  | 10  | 2  | 6  | 29  | 2  | 0,223 |
| 2010   | Pittsburgh | 61  | 156  | 9   | 35  | 8   | 0  | 1  | 11  | 0  | 0,224 |
| 2010   | Arizona    | 9   | 12   | 0   | 2   | 2   | 0  | 0  | 2   | 0  | 0,167 |
| Totaux | Totaux     | 747 | 2559 | 329 | 605 | 146 | 8  | 62 | 276 | 34 | 0,304 |

Note : G = Matches joués ; AB = Passages au bâton; R = Points ; H = Coups sûrs ; 2B = Doubles ; 3B = Triples ; 
HR = Coup de circuit ; RBI = Points produits ; SB = Buts volés ; BA = Moyenne au bâton.